# Leichtathletik-Weltmeisterschaften 2011/Teilnehmer (Trinidad und Tobago)
| Gelbes Symbol für Goldmedaillen mit stilisierten Olympischen Ringen | Graues Symbol für Silbermedaillen mit stilisierten Olympischen Ringen | Braundes Symbol für Bronzemedaillen mit stilisierten Olympischen Ringen |
| ------------------------------------------------------------------- | --------------------------------------------------------------------- | ----------------------------------------------------------------------- |
| —                                                                   | —                                                                     | 1                                                                       |

Der Leichtathletik-Verband von Trinidad und Tobago stellte bei den Leichtathletik-Weltmeisterschaften 2011 im koreanischen Daegu 16 Teilnehmer.

## Ergebnisse

### Männer

#### Laufdisziplinen
| Athlet                                                     | Disziplin    | Vorlauf     | Vorlauf | Halbfinale    | Halbfinale    | Finale        | Finale        |
| Athlet                                                     | Disziplin    | Zeit        | Platz   | Zeit          | Platz         | Zeit          | Platz         |
| ---------------------------------------------------------- | ------------ | ----------- | ------- | ------------- | ------------- | ------------- | ------------- |
| Aaron Armstrong                                            | 100 m        | 10,48 s     | 29      | ausgeschieden | ausgeschieden | ausgeschieden | ausgeschieden |
| Keston Bledman                                             | 100 m        | 10,32 s     | 13      | 10,14 s       | 7             | ausgeschieden | ausgeschieden |
| Richard Thompson                                           | 100 m        | 10,34 s     | 18      | 10,20 s       | 10            | ausgeschieden | ausgeschieden |
| Emmanuel Callender                                         | 200 m        | 20,97 s     | 33      | ausgeschieden | ausgeschieden | ausgeschieden | ausgeschieden |
| Rondel Sorrillo                                            | 200 m        | 20,68 s     | 15      | 20,56 s       | 8             | 20,34 s       | 7             |
| Renny Quow                                                 | 400 m        | 44,84 s SB  | 4       | 45,72 s       | 13            | ausgeschieden | ausgeschieden |
| Jehue Gordon                                               | 400 m Hürden | 49,90 s     | 24      | 49,08 s       | 9             | ausgeschieden | ausgeschieden |
| Keston Bledman Marc Burns Aaron Armstrong Richard Thompson | 4 × 100 m    | 37,91 s SB  | 2       |               |               | 39,01 s       | 6             |
| Zwede Hewitt Jarrin Solomon Deon Lendore Renny Quow        | 4 × 400 m    | 3:02,47 min | 12      |               |               | ausgeschieden | ausgeschieden |

### Frauen

#### Laufdisziplinen
| Athletin                                                       | Disziplin | Vorlauf    | Vorlauf | Halbfinale | Halbfinale | Finale        | Finale        |
| Athletin                                                       | Disziplin | Zeit       | Platz   | Zeit       | Platz      | Zeit          | Platz         |
| -------------------------------------------------------------- | --------- | ---------- | ------- | ---------- | ---------- | ------------- | ------------- |
| Michelle-Lee Ahye                                              | 100 m     | 11,19 s PB | 9       | 11,48 s    | 13         | ausgeschieden | ausgeschieden |
| Kelly-Ann Baptiste                                             | 100 m     | 11,26 s    | 15      | 11,05 s    | 3          | 10,98 s       | Bronze        |
| Semoy Hackett                                                  | 100 m     | 11,26 s PB | 15      | 11,35 s    | 8          | ausgeschieden | ausgeschieden |
| Kai Selvon                                                     | 200 m     | 22,89 s    | 12      | 23,11 s    | 17         | ausgeschieden | ausgeschieden |
| Kai Selvon Kelly-Ann Baptiste Semoy Hackett1 Michelle-Lee Ahye | 4 × 100 m | DSQ        | DSQ     |            |            | ausgeschieden | ausgeschieden |

1 nachträglich des Dopingvergehens überführt

#### Sprung/Wurf
| Athletin        | Disziplin   | Qualifikation | Qualifikation | Finale     | Finale |
| Athletin        | Disziplin   | Weite/Höhe    | Platz         | Weite/Höhe | Platz  |
| --------------- | ----------- | ------------- | ------------- | ---------- | ------ |
| Cleopatra Borel | Kugelstoßen | 18,95 m       | 7             | 17,62 m    | 13     |